# Tyrozynemia
Tyrozynemia, dawniej tyrozynoza – choroba genetyczna będąca skutkiem recesywnej mutacji autosomalnej. Istnieją
2 postacie choroby: tyrozynemia I w której efektem tej mutacji jest brak enzymu hydroksylazy fumaryloacetooctanowej (FAH) oraz tyrozynemia II (zespół Richnera-Hanharta) z niedoborem aminotransferazy tyrozynowej.
Częstość występowania tyrozynemii typu I ocenia się na 1:100 000-120 000 narodzin, a w Polsce do 2000 r. rozpoznano 14 przypadków tej choroby.
We krwi chorego pojawia się nadmiar tyrozyny i jej metabolitów. Skutkiem jest opóźnienie rozwoju umysłowego i uszkodzenie narządu wzroku, a także uszkodzenie wątroby z rozwojem raka wątrobowokomórkowego oraz uszkodzenie nerek z krzywicą hipofosfatemiczną. 
Leczenie: dieta eliminacyjna uboga w tyrozynę i fenyloalaninę. Skuteczny jest przeszczep wątroby, istnieją eksperymentalne leki.